# Martin Benčič
Pour les articles homonymes, voir Bencic.
Martin Benčič est un joueur slovaque de volley-ball, né le 10 décembre 1979 à Bratislava (Région de Bratislava). Il mesure 2,10 m et joue central.

## Clubs
| Club                  | Pays      | De        | À         |
| --------------------- | --------- | --------- | --------- |
| VKP Bratislava        | Slovaquie | 1998-1999 | 2002-2003 |
| Paris Volley          | France    | 2003-2004 | 2003-2004 |
| Aon hotVolleys Vienne | Autriche  | 2004-2005 | 2005-2006 |
| Beauvais OUC          | France    | 2006-2007 | 2007-2008 |
| SK Aich-Dob           | Autriche  | 2008-2009 | 2008-2009 |

## Palmarès
- Championnat de Slovaquie (1)
  - Vainqueur : 1999
- Coupe de France (1)
  - Vainqueur : 2004